# Pavel Hlavatý
Pavel Hlavatý (* 4. února 1943 Albrechtice) je český grafik, malíř a pedagog.

## Život
V letech 1958–1962 studoval Střední uměleckoprůmyslová škola v Uherském Hradišti, poté působil jako projektant v dole Julius Fučík, v Havířově začal učit kreslení a posléze si v roce 1966 vybudoval malířský ateliér (v havířovské Dlouhé ulici). V roce 1968 byl přijat jako vyučující kresby, malby a dějin umění Uměleckoprůmyslové školy v Praze, po invazi vojsk Varšavské smlouvy vystavoval kriticky laděné Protestkresby 68 (v roce 1969) a byl odsouzen k nepodmíněnému trestu podle paragrafů §103 a §104 trestního zákona. Trest vykonal v Heřmanicích a po skončení trestu nemohl vyučovat, ale zůstal svobodným umělcem.
Zejména do odsouzení se hlavně věnoval malbě, poté grafice, tvoří vícebarevné grafiky často kombinovanou technikou (suchá jehla, lept). V jeho díle se objevuje jak grafika volná, tak užitá (ex libris, bibliofilská vydání knih). Důležité téma je žena, „personifikace emocí a pozitivních hodnot lidské existence i osudovou bytostí, protagonistkou na scéně umění i na jevišti života.“ Vystavuje v zahraničí (Francie, Belgie, Polsko, Japonsko – zde i hostoval v ateliérech místních umělců – a dalších), kde získal přes 60 ocenění. Je také kurátor pražské grafické sbírky DRIT, jako takový připravuje zahraniční výstavy jiných umělců a vůbec propaguje české grafické dílo v zahraničí.

## Ocenění
(výběr)
- 1982 - Bordighiera (Itálie) - 2. hlavní cena
- 1983 - Sint Niklaas (Belgie) - Cena belgických bank
- 1984 - Rawicz (Polsko) - Hlavní cena za exlibris
- 1985 - Tokio (Japonsko) - Hlavní cena za ilustraci F. Villon
- 1988 - Legnica (Polsko) - Hlavní cena za plakát, Legnický kantát
- 2000 - Paříž (Francie) - Hlavní cena francouzských sběratelů
- 2004 - Metz (Francie) - Cena hejtmana provincie Moselle
- 2007/2014 - Bosia (Itálie) - 2x hlavní cena za exlibris
- 2010 - Šanghaj (Čína) - 2. hlavní cena na expo 2010
- 2011 - Gdaňsk (Polsko) - Hlavní cena - J. Hevelius
- 2017 - Wrocław (Polsko) - Hlavní cena - T. Koszciuszko
- 2018 - Praha - Hlavní cena a prestižní titul Český grafik exlibrista roku 2018